# Phigalia extinctaria
Phigalia extinctaria là một loài bướm đêm trong họ Geometridae.